# Alexandru Ioan Cuza (Iași megye)
Alexandru Ioan Cuza település és községközpont Romániában, Moldvában, Iași megyében.

## Fekvése
A Szeret folyó völgyében, Magosfalvától keletre, Sztrungától délnyugatra fekvő település.

## Története
A települést Alexandru Ioan Cuzaról nevezték el, aki 1859 és 1866 között az Egyesült Román Fejedelemség uralkodója volt. A helység előző neve Șcheuleț volt.
A város előzőleg nem mai helyén, hanem 1878-ban költözött át a Szeret folyó nyugati partjáról a folyó keleti partjára, ahol kevésbé veszélyeztetett az árvizekkel, áradásokkal szemben.
Környéke ősidők óta lakott, melyet a környék La Tène, dák, római korból származó leletei is bizonyítanak.
Községközpont, 4 falu: Alexandru Ioan Cuza, Kogălniceni, Șcheia és Volintirești tartozik hozzá.
A 2002-es népszámláláskor 2948 lakosa volt, melyből 98,21% vallotta magát románnak. A lakosság 58,79%-a ortodoxnak, 38,46%-a római katolikusnak vallotta magát.

## Nevezetességek
- Római katolikus temploma - Szent Péter és Pál tiszteletére 1927-ben épült.
- Görögkeleti ortodox temploma